# Gelis pilosulus
Gelis pilosulus là một loài tò vò trong họ Ichneumonidae.